# Ахметли (Кукушко)
Ахметли или Ахматли (на гръцки: Παλαιόκαστρο, Палеокастро, катаревуса: Παλαιόκαστρον, Палеокастрон, до 1927 година: Αχμετλή, Ахметли или Αχματλή, Ахматли) е историческо село в Република Гърция, разположено на територията на дем Кукуш, област Централна Македония.

## География
Селото е било разположено на 500 m надморска височина, на около 16 km източно от град Кукуш (Килкис), северно от Пазарли (Мелантио), в северозападното подножие на едноименното възвишение Ахметли (574 m).

## История

### В Османската империя
В XIX век Ахметли е турско село в Авретхисарската каза на Османската империя, част от махалите, известна като Лутица.

### Гърция
В 1913 година след Междусъюзническата война селото попада в Гърция. Турското му население се изселва в Турция в 1924 година и на негово място са настанени малко гърци бежанци. В 1927 година името на селото е променено на Палеокастрон. В 1928 година селото е изцяло бежанско с 6 семейства и 19 жители бежанци.
Ахметли пострадва силно през Гражданската война (1946 – 1949) и е разселено.
| Година    | 1913 | 1920 | 1928 | 1940 | 1951 | 1961 | 1971 | 1981 | 1991 | 2001 | 2011 | 2021 |
| --------- | ---- | ---- | ---- | ---- | ---- | ---- | ---- | ---- | ---- | ---- | ---- | ---- |
| Население | 80   | 105  | 25   | 26   |      |      |      |      |      |      |      |      |